# Aubencheul-aux-Bois
Aubencheul-aux-Bois ist eine französische Gemeinde mit 243 Einwohnern (Stand 1. Januar 2022) im Département Aisne in der Region Hauts-de-France; sie gehört zum Arrondissement Saint-Quentin und zum Kanton Bohain-en-Vermandois.

## Geografie
Die Gemeinde Aubencheul-aux-Bois liegt etwa auf halbem Weg zwischen Saint-Quentin und Cambrai an der Grenze zum Département Nord. Aubencheul-aux-Bois hat keine oberirdischen Fließgewässer; das Trockental des Le Catelet füllt sich nur zur Schneeschmelze oder nach Starkregenereignissen und entwässert nach Südwesten zur oberen Schelde.

## Geschichte
Aubencheul-aux-Bois im Zentrum des Waldes von Arrouaise war der Sitz einer kleinen, im 11. Jahrhundert gegründeten Abtei. Der Ort wurde 1584 von Alessandro Farnese geplündert, 1636 von den Spaniern. Ein Brand zerstörte 1827 63 Häuser. Im Ersten Weltkrieg wurde Aubencheul fast vollständig zerstört.

### Bevölkerungsentwicklung
| Jahr                       | 1962 | 1968 | 1975 | 1982 | 1990 | 1999 | 2006 | 2012 | 2021 |
| Einwohner                  | 324  | 332  | 309  | 300  | 275  | 272  | 301  | 298  | 248  |
| Quellen: Cassini und INSEE |      |      |      |      |      |      |      |      |      |

## Sehenswürdigkeiten
In der Ortsmitte steht die nach dem Ersten Weltkrieg in neoromanischem Stil wiederaufgebaute Kirche Saint-Martin.

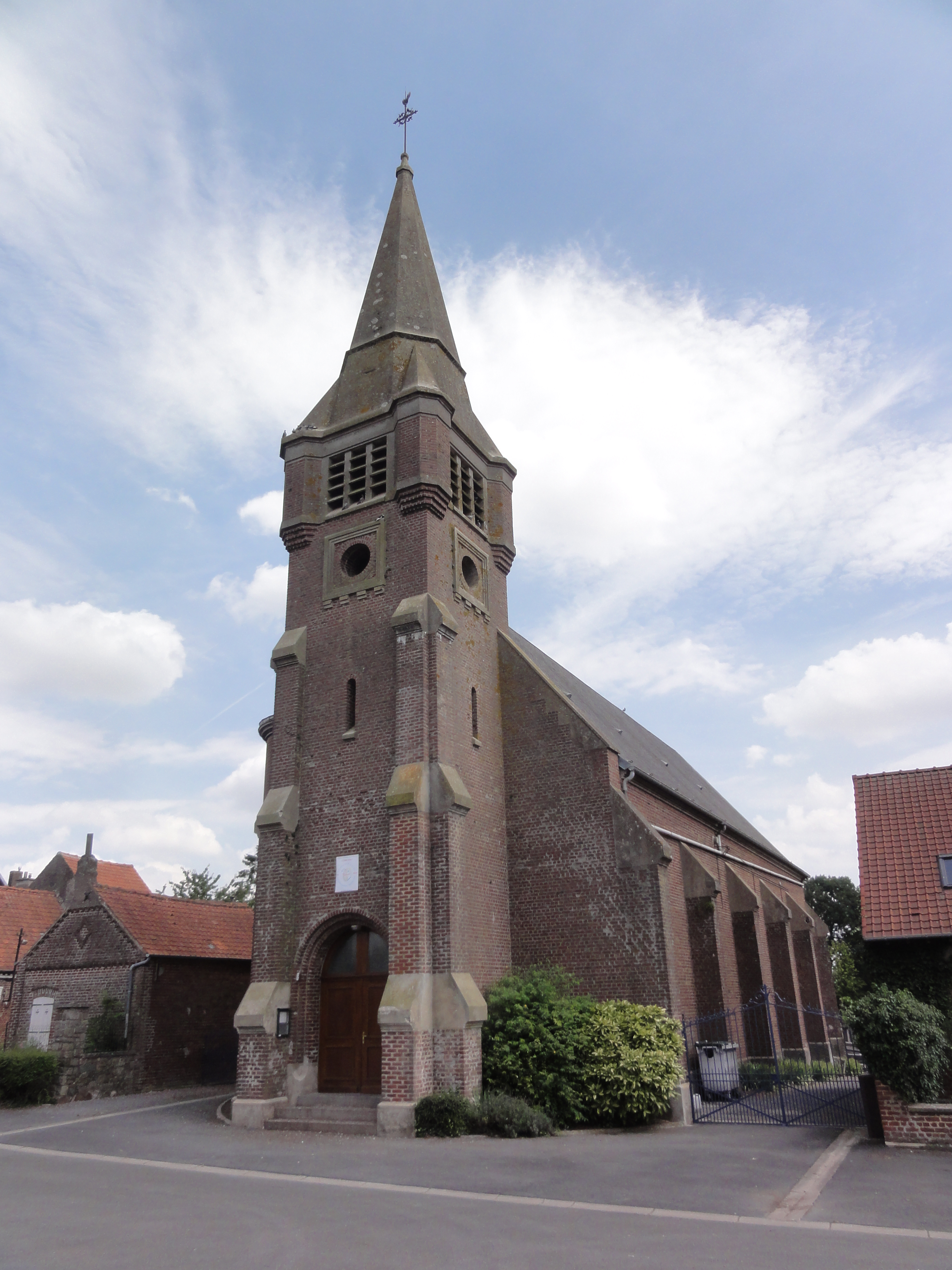
Kirche Saint-Martin
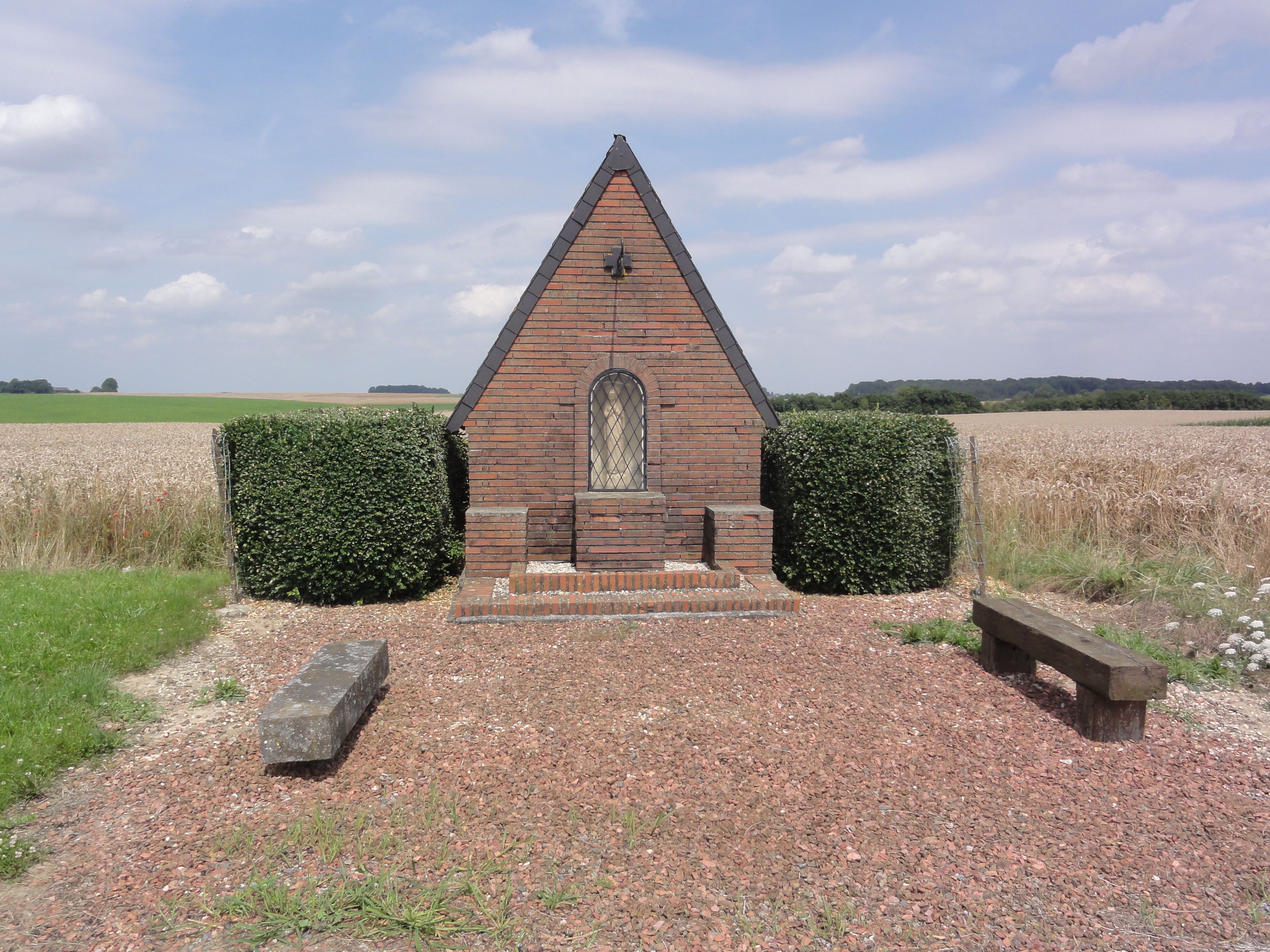
Oratorium
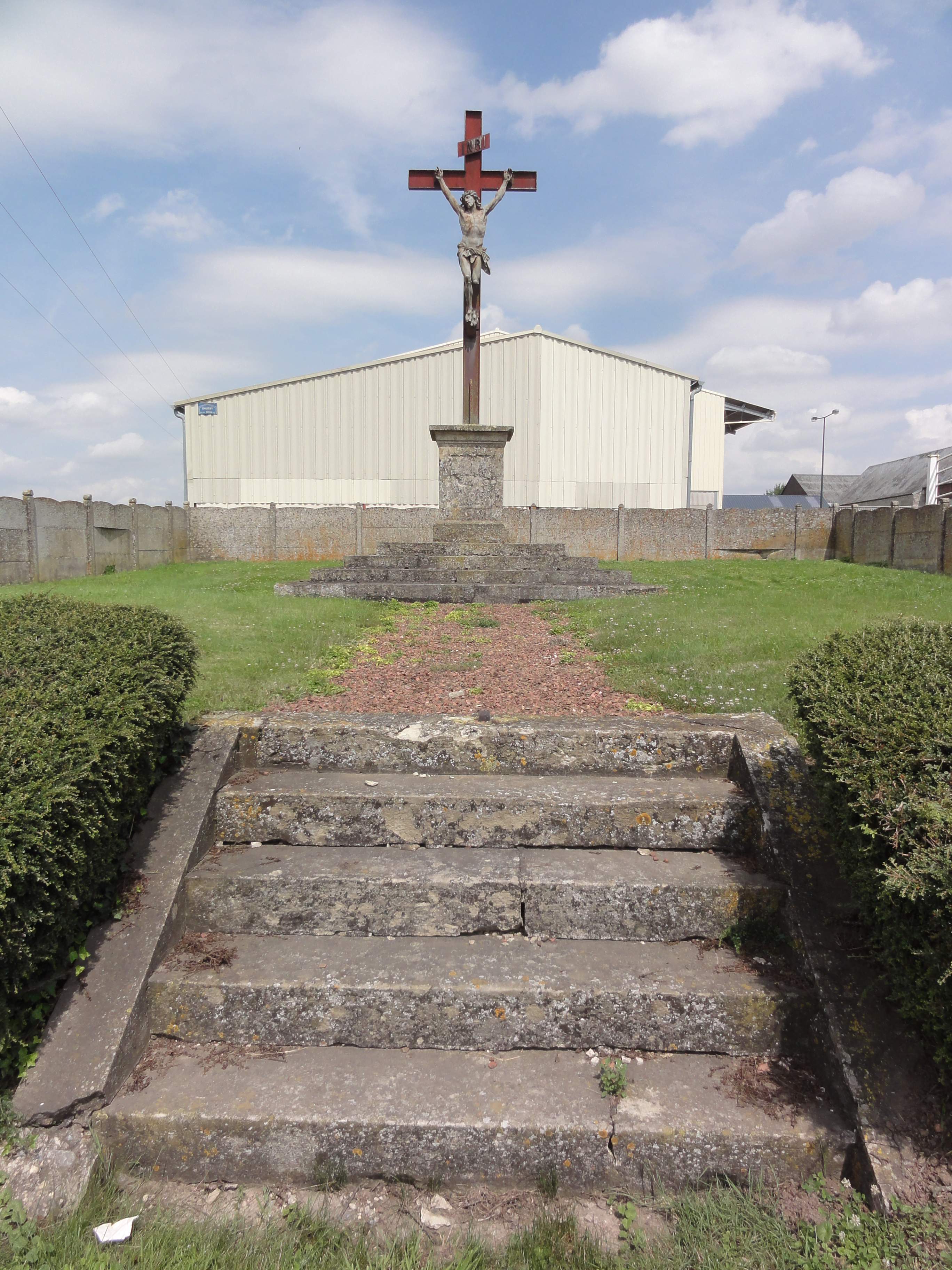
Wegkreuz
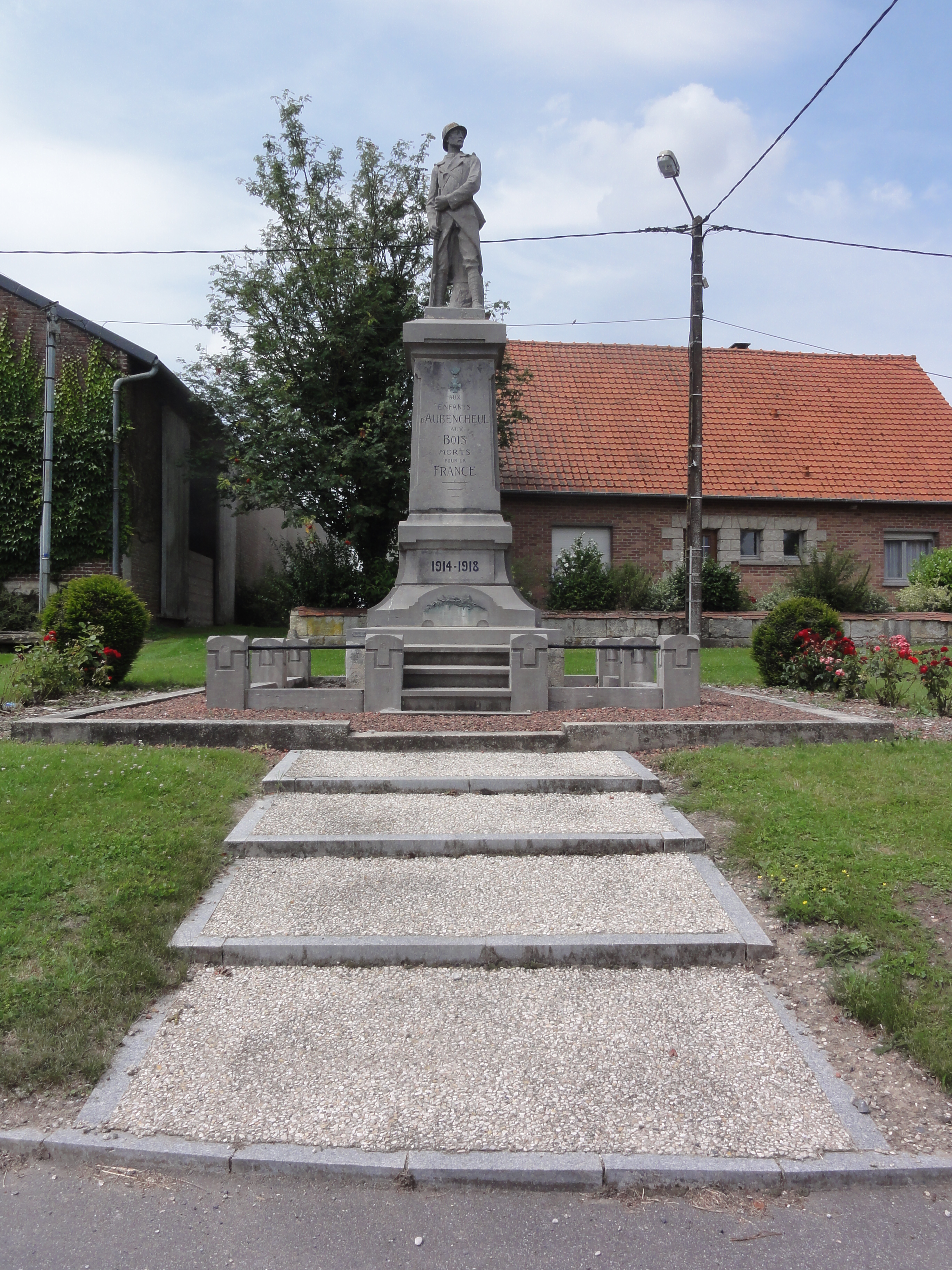
Gefallenendenkmal